# Norbert Frischauf
Norbert Frischauf (* 1968 in Wien) ist ein österreichischer Hochenergiephysiker, Raumfahrtsystemingenieur und Entrepreneur.

## Leben und Wirken
Norbert Frischauf studierte ab 1990 an der Technischen Universität Wien Technische Physik und an der Universität Wien Astronomie. Die Diplomarbeit am Institut für Hochenergiephysik der Österreichischen Akademie der Wissenschaften in Wien verfasste er 1998 zum Thema Funktionstests, Assemblierung, sowie Einstellung der Betriebsparameter des VFT Ministrip Detektors. Der DELPHI Very Forward Tracker (VFT) war - so wie die DELPHI Forward Chamber A (FCA) - ein Teilchendetektor des DELPHI Experiments am CERN, der europäischen Organisation für Kernforschung in der Nähe von Genf. Norbert Frischauf arbeitete an beiden Detektoren mit, ehe er mit 2000, als die Betrieb des Large Electron-Positron Colliders (LEP) zu Ende ging, Teil der Forschungsgruppe am Compact-Muon-Solenoid-Experiment (CMS) am LEP-Nachfolgebeschleuniger Large Hadron Collider (LHC) wurde.
Nachdem Frischauf einige Jahre am CERN gearbeitet hatte und 1997 die Summer Session der International Space University (ISU) an der Rice University in Houston, Texas, USA absolviert hatte, führte ihn seine wissenschaftliche Karriere im Sommer 1998 in das europäische Wissenschafts- und Technologiezentrum ESTEC (European Science and Technology Centre) der Europäischen Weltraumorganisation ESA (European Space Agency) in Noordwijk. Dort arbeitete Norbert Frischauf als Avionik-Ingenieur im Projektteam des ATV (Automated Transfer Vehicle) und als „Future Studies Systems Engineer and Expert for emerging Technologies (Systemingenieur für Zukunftsstudien und -technologien)“ am Aurora-Programm mit. Bei Aurora war Frischauf als Experte für nukleare Antriebs- und Energiekonzepte tätig und war für den Langzeitplan des Programms, die 30-Jahre Strategie, zuständig.
Von 1999 bis 2006 war Frischauf als Berater für Booz Allen Hamilton tätig, dies vor allem in Projekten der Luft- und Raumfahrt, Telekommunikation und des Hi-Tech-Sektors.
Im Jahr 2006 leitete Frischauf als Kommandant einer sechsköpfigen Crew die erste österreichische Mars-Analog-Mission „AustroMars“ in der Mars Desert Research Station in der Wüste von Utah.
Nach seiner Rückkehr aus den USA bzw. den VAE gründete Frischauf in Wien seinen ersten Start-up QASAR,  ehe er von 2009-2011 wieder in die Niederlande übersiedelte, da er eine Position als wissenschaftlicher Projektleiter am JRC-IET (Gemeinsame Forschungsstelle - Institut für Energie und Transport) der europäischen Kommission im Bereich „Sicherheit von Wasserstoff in der Lagerung und im Transport“ angenommen hatte.
Frischauf ist Luft- und Weltraumexperte des österreichischen Bundesheers.
Seit 2012 ist Frischauf Inhaber und Geschäftsführer der Firma SIGMA-7 in Österreich und Partner bei SpaceTec Partners (heute: Novaspace) in München beziehungsweise Brüssel. Beide Unternehmungen sind Beratungsunternehmen, die Strategie- und Technologieberatung, Kommunikationsunterstützung und interdisziplinäres Projektmanagement anbieten.
2014 schloss Frischauf das Doktoratsstudium der Elektrotechnik am Institut für Kommunikationsnetze und Satellitenkommunikation der Technischen Universität Graz mit einer Dissertation mit dem Titel Communication/Exploration/Navigation Technologies – Applications, Trade-Offs and possible Transfers between Space and Ground at the Example of MOA², a novel pulsed Plasma Accelerator ab.
2015 war Frischauf Mitgründer und Chief Scientific Officer von OffWorld, einem Start-up in Pasadena, das daran arbeitet, die kritische globale Herausforderungen zu Energie und entsalztem Wasser mit einer einzigen Infrastruktur zu lösen.
2019 folgte mit MIRA die bislang letzte Firmengründung. MIRA (Magnetfeldbasierte Immuntherapie zur Remission mittels Antikörpern) ist eine neuartige Krebstherapie.
Neben seinen unternehmerischen Tätigkeiten ist Frischauf auch als Autor und in Funk- und Fernsehsendungen als Wissenschaftskommunikator aktiv. Er ist außerdem Anchorman of Science, Technology & Innovation beim European Media & Content Pool EMCP.

## Projekte und Publikationen (Auswahl)
- The DELPHI Silicon Tracker at LEP2. In: Nuclear Instruments and Methods in Physics Research Section A: Accelerators, Spectrometers, Detectors and Associated Equipment. Band 412, 1998, S. 304–328.
- mit I. Aguilar-Sanchez, D. Paris, F. Allard: The navigation and communication systems for the Automated Transfer Vehicle. In: Vehicular Technology Conference, 1999 IEEE 49th. 1999, S. 1187–1192, Houston, TX, USA.
- The Space Generation Forum at UNISPACE III. In: EUROPEAN SPACE AGENCY - PUBLICATIONS - ESA SP. 2000, S. 47–50.
- Space Nuclear Power and Propulsion - a Basic Tool for the Manned Exploration of the Solar System. In: American Nuclear Society (Hrsg.): PROCEEDINGS OF THE INTERNATIONAL CONGRESS ON ADVANCES IN NUCLEAR POWER PLANTS. 2004, ISBN 0-89448-680-2, S. 2210–2216.
- Erdbeobachtung im Spannungsfeld zwischen ziviler und militärischer Nutzung. In: C. Brünner, A. Soucek, E. Walther (Hrsg.): Raumfahrt und Recht: Faszination Weltraum. Regeln zwischen Himmel und Erde (= Studien zu Politik und Verwaltung. Band 89). Böhlau, 2007, ISBN 978-3-205-77627-7, S. 151.
- mit G. Groemer, A. Soucek, B. Sattler: AustroMars - a simulated high-fidelity human Mars analogue mission. In: G. Groemer (Hrsg.): Mars2030 - AustroMars Science Workshop, Proceedings of the conference held in at the University of Salzburg, 24-26 September 2006. 2007, S. 4–12.
- mit M. Hettmer, A. Grassauer, T. Bartusch, O. Koudelka: Recent activities in the development of the MOA thruster. In: Acta Astronautica. Band 63, Nr. 8, 2008, S. 389–399.
- Weltuntergang am CERN? In: Der Orion. Nr. 10, 2008.
- mit B. Acosta-Iborra, P. Moretto, F. Harskamp: GASTEF - the JRC-IE Compressed Hydrogen Gas Tanks Testing Facility. In: 18th, World Hydrogen Energy Conference (WHEC) 2010 Proceedings. 2010, S. 1–6.
- mit M. Hettmer, O. Koudelka, H. Löb: MOA² - An R&D Paradigm Buster enabling Space Propulsion by commercial Applications. In: Acta Astronautica. Band 73, 2011, S. 173–182.
- Space Exploration / Satellite Navigation / Satellite Telecommunication. In: Christian Brünner, Alexander Soucek (Hrsg.): Outer Space in Society, Politics and Law, Studies in Space Policy. Band 8, Nr. 11. Springer, Wien, New York 2011, ISBN 978-3-7091-0663-1, S. 97–109.
- mit B. Acosta-Iborra, F. Harskamp, P. Moretto, T. Malkow, M. Honselaar, A. Soucek: The Hydrogen Value Chain: Applying the automotive Role Model of the Hydrogen Economy in the Aerospace Sector to increase Performance and reduce Costs. In: Acta Astronautica. Band 88, 2013, S. 8–24.
- mit M. Fütterer D. McGarry G. Baldauf, J. Kratky: Communicating Nuclear Topics to the Public - On the Use of Telecasts for Edutainment. In: Proceedings of ICAPP 2013. Band 06/2013, S. FD025.
- Aeronautical applications of GPS, Galileo & Co. In: e & i Elektrotechnik und Informationstechnik. Band 131, Nr. 6, 2014, S. 161–177.
- M. Ball, A. Basile, T. Nejat Veziroglu: Chapter 5: Hydrogen-fueled Spacecraft and other Space Applications of Hydrogen. In: Compendium of Hydrogen Energy. Vol. 4: Hydrogen Use, Safety and the Hydrogen Economy. Woodhead Publishing, 2015, ISBN 978-1-78242-364-5, S. 87–107.
- mit R. Horn, I. Baumann, O. Heinrich: NewSpace - Geschäftsmodelle an der Schnittstelle von Raumfahrt und digitaler Wirtschaft. In: Studie für das Deutsche Bundesministerium für Wirtschaft und Energie. Band 04/2016, 2016 (bundeswirtschaftsministerium.de [PDF]).
- mit V. Pletser, D. Cohen, M. Foster, R. Spannagel, A. Szeszko, R. Laufer: First Middle East Aircraft Parabolic Flights for ISU Participant Experiments. In: Microgravity Science and Technology. Band 29, 2017, S. 209, doi:10.1007/s12217-017-9539-8.
- Tomorrow’s Technology – A Double-Edged Sword: What is the ‘Sinister’ Potential of Nano-, Bio-, and Information Technology Products in the Year 2025? (= Schriftenreihe der Landesverteidigungsakademie. Band 3/2018). 2018, ISBN 978-3-903121-31-7.
- Space and Security: Earth Observation Between the Priorities of Civilian and Military Use. In: C. Brünner, G. Königsberger, H. Mayer, A. Rinner (Hrsg.): Satellite-Based Earth Observation. Springer, Cham 2018, S. 37–56, doi:10.1007/978-3-319-74805-4_5.

## Mitgliedschaft in Gremien
- 1997: Gründungs- und langjähriges Vorstandsmitglied des Österreichischen Weltraumforums (ÖWF)[11]
- 2012: Mitglied, IAF Satellite Communications and Navigation Committee (SCAN)[12] und Space Systems Committee[13]
- 2017: Vollmitglied, International Academy of Astronautics (IAA)